# Bisj

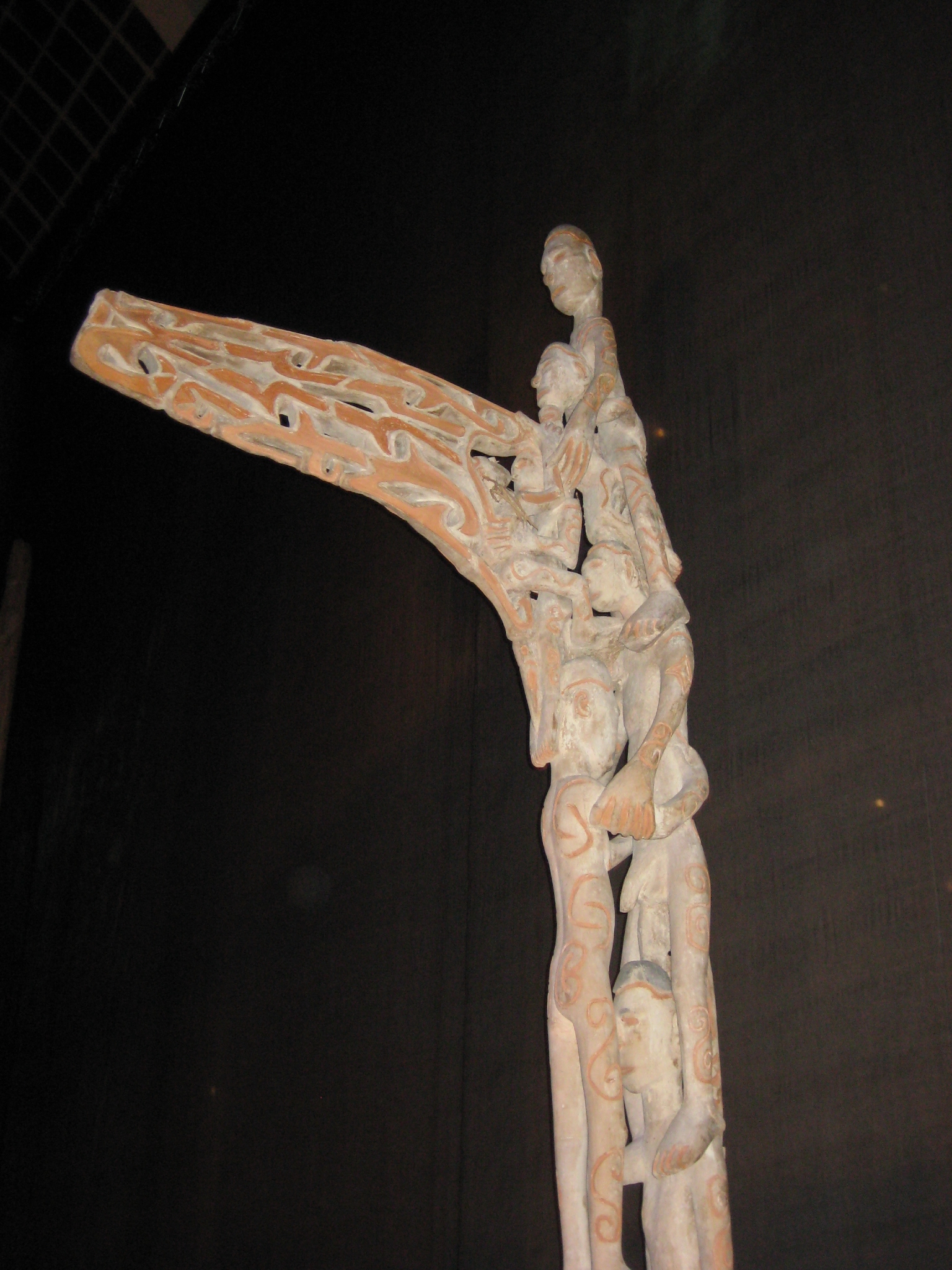
Pal Bisj: detall

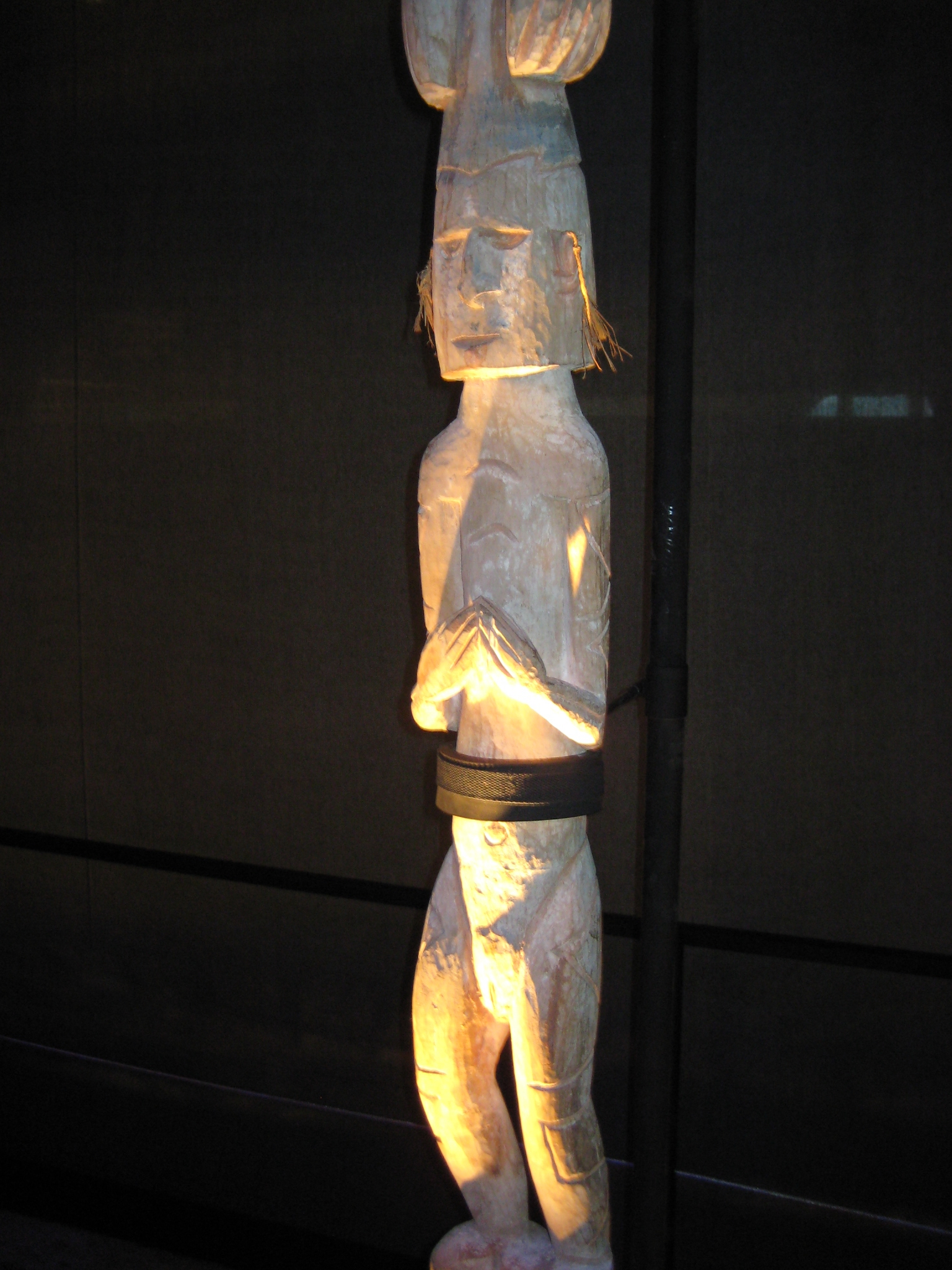
Part d'un pal Bisj

Bisj és un objecte ritual creat pel poble Asmat del sud-oest de Nova Guinea. Els pals Bisj poden erigir-se com un acte de revenja, per retre homenatge als avantpassats, per calmar els esperits dels difunts, o per aportar harmonia i espiritualitat a la comunitat.
Es troben objectes semblants als Bisj en molts pobles de les illes del Pacífic sud, com a Nova Zelanda i Vanuatu.

## Disseny
Tallats en una sola peça de manglar, els pals Bisj poden arribar a alçàries de fins a 7,62 m. Les talles representen figures humanes superposades, o figures d'animals, símbols fàl·lics i formes de proa de canoa.

## Funció
Els pals Bisj els tallen artesans religiosos d'Asmat (wow-ipits) quan un membre de la seua tribu o comunitat ha estat assassinat o caçat per una tribu enemiga. Els Asmat participaven en batudes de caça de caps i canibalisme com a rituals.
Els Asmat creien que si un membre de la comunitat havia estat caçat, el seu esperit romandria al llogaret i causaria desharmonia. Els pals Bisj s'erigien per satisfer aquests esperits i enviar-los al més enllà (Safan) a través de la mar.
Molts rituals incloïen els pals Bisj, i la dansa, l'emmascarament, el cant i la caça de caps. Els pals Bisj sovint tenien un receptacle a la base destinat a sostenir els caps dels enemics en les incursions de caça de caps.
Els símbols fàl·lics representaven la força i la virilitat dels avantpassats de la comunitat, així com dels guerrers que anaven a la missió de cerca de caps. Els símbols de la proa de la canoa representaven un vaixell metafòric que portaria els esperits difunts a l'altra vida. Les figures humanes representen els avantpassats morts. Tot i que la caça de caps acabà a la zona d'Asmat en la dècada de 1970, els pals encara s'empren en els rituals de hui, i per al col·leccionisme.